# Liste des monuments historiques de Loir-et-Cher
Cet article recense les monuments historiques de Loir-et-Cher, en France.
- Pour les monuments historiques de la commune de Blois, voir la liste des monuments historiques de Blois ;
- Pour les monuments historiques de la commune de Vendôme, voir la liste des monuments historiques de Vendôme.

## Statistiques
Au 21 juillet 2025, le département de Loir-et-Cher compte 438 édifices comportant au moins une protection au titre des monuments historiques, dont 145 sont classés et 310 sont inscrits. Le total des monuments classés et inscrits est supérieur au nombre total de monuments protégés car plusieurs d'entre eux sont à la fois classés et inscrits.
Certains monuments historiques sont listés plusieurs fois : les éléments protégés du château de Chambord s'étendent sur huit communes distinctes, la voie de Jules César sur quatre, le pont Saint-Michel sur le Cosson sur trois, et le barrage des Maselles, le manoir de Beauregard, et le pont-canal sur la Sauldre sur deux.

## Liste
Du fait du nombre d'édifices protégés dans certaines communes, elles font l'objet d'une liste séparée : 
- pour Blois, voir la liste des monuments historiques de Blois
- pour Vendôme, voir la liste des monuments historiques de Vendôme

| Monument                                                      | Commune                                    | Adresse                                                                 | Coordonnées                      | Notice                                                      | Protection             | Date                | Illustration                                               |
| ------------------------------------------------------------- | ------------------------------------------ | ----------------------------------------------------------------------- | -------------------------------- | ----------------------------------------------------------- | ---------------------- | ------------------- | ---------------------------------------------------------- |
| Château d'Angé                                                | Angé                                       | 23 route du Château                                                     | 47° 19′ 21″ nord, 1° 14′ 42″ est | « PA00098317 »                                              | Inscrit                | 1953                | Image manquante Téléverser                                 |
| Maison du XVIe siècle                                         | Angé                                       | Près de l'église                                                        | 47° 19′ 57″ nord, 1° 14′ 34″ est | « PA00098318 »                                              | Inscrit                | 1926                | Image manquante Téléverser                                 |
| Église Notre-Dame d'Areines                                   | Areines                                    |                                                                         | 47° 48′ 07″ nord, 1° 05′ 36″ est | « PA00098319 »                                              | Classé                 | 1946                | Église Notre-Dame d'Areines                                |
| Menhir d'Huchigny                                             | Areines                                    | Les Prés d'Huchigny                                                     | 47° 47′ 06″ nord, 1° 06′ 29″ est | « PA00098320 »                                              | Classé                 | 1909                | Image manquante Téléverser                                 |
| Théâtre gallo-romain d'Areines                                | Areines                                    | La Poulitte                                                             | 47° 47′ 46″ nord, 1° 05′ 13″ est | « PA00098321 »                                              | Inscrit                | 1988                | Théâtre gallo-romain d'Areines                             |
| Église Saint-Pierre d'Artins                                  | Artins                                     |                                                                         | 47° 45′ 28″ nord, 0° 44′ 39″ est | « PA00098322 »                                              | Classé                 | 1987                | Église Saint-Pierre d'Artins                               |
| Commanderie d'Arville                                         | Arville                                    |                                                                         | 48° 03′ 51″ nord, 0° 56′ 53″ est | « PA00098323 »                                              | Inscrit                | 1954                | Commanderie d'Arville                                      |
| Église Notre-Dame d'Arville                                   | Arville                                    |                                                                         | 48° 03′ 49″ nord, 0° 56′ 54″ est | « PA00098324 »                                              | Inscrit                | 1954                | Église Notre-Dame d'Arville                                |
| Abbaye et château de l'Étoile                                 | Authon                                     |                                                                         | 47° 37′ 26″ nord, 0° 53′ 17″ est | « PA00098326 »                                              | Inscrit                | 1953 2006           | Abbaye et château de l'Étoile                              |
| Château du Fresne                                             | Authon                                     |                                                                         | 47° 39′ 59″ nord, 0° 52′ 40″ est | « PA00098325 »                                              | Classé Inscrit         | 1961 2007           | Château du Fresne                                          |
| Château d'Avaray                                              | Avaray                                     | 1 rue de la Place                                                       | 47° 43′ 15″ nord, 1° 33′ 41″ est | « PA00098327 »                                              | Inscrit                | 1955                | Image manquante Téléverser                                 |
| Menhir de la Grande Pierre                                    | Averdon                                    | La Grande Pierre                                                        | 47° 40′ 20″ nord, 1° 19′ 23″ est | « PA00098328 »                                              | Classé                 | 1979                | Menhir de la Grande Pierre                                 |
| Église Saint-Lubin d'Averdon                                  | Averdon                                    |                                                                         | 47° 41′ 04″ nord, 1° 17′ 39″ est | « PA00098329 »                                              | Classé                 | 1947                | Église Saint-Lubin d'Averdon                               |
| Nécropole préhistorique de la Grande-Mesle                    | Averdon                                    | La Grand Mesle                                                          | 47° 39′ 44″ nord, 1° 17′ 42″ est | « PA00098330 »                                              | Classé                 | 1975                | Nécropole préhistorique de la Grande-Mesle                 |
| Prieuré de Courtozé                                           | Azé                                        |                                                                         | 47° 49′ 42″ nord, 0° 59′ 20″ est | « PA00125368 »                                              | Inscrit                | 1993                | Prieuré de Courtozé                                        |
| Église Saint-Jean-Baptiste de Baillou                         | Baillou                                    |                                                                         | 47° 58′ 04″ nord, 0° 50′ 35″ est | « PA00098331 »                                              | Inscrit                | 1948                | Église Saint-Jean-Baptiste de Baillou                      |
| Église Saint-Baumer de Bauzy                                  | Bauzy                                      |                                                                         | 47° 32′ 05″ nord, 1° 36′ 28″ est | « PA00098332 »                                              | Inscrit                | 1938                | Église Saint-Baumer de Bauzy                               |
| Château de Lierville                                          | Beauce la Romaine                          | Verdes                                                                  | 47° 56′ 04″ nord, 1° 24′ 50″ est | « PA00125370 »                                              | Inscrit                | 1993                | Château de Lierville                                       |
| Croix de Chandry                                              | Beauce la Romaine                          | Ouzouer-le-Marché, Chandry                                              | 47° 53′ 54″ nord, 1° 34′ 30″ est | « PA00098541 »                                              | Classé                 | 1962                | Croix de Chandry                                           |
| Dolmen de la Mouise-Martin                                    | Beauce la Romaine                          | Tripleville, Les Trente-Septiers                                        | 47° 57′ 01″ nord, 1° 30′ 12″ est | « PA00098623 »                                              | Inscrit                | 1979                | Dolmen de la Mouise-Martin                                 |
| Dolmen du Val d'Avril                                         | Beauce la Romaine                          | Tripleville, le Val d'Avril                                             | 47° 56′ 41″ nord, 1° 28′ 42″ est | « PA00098626 »                                              | Classé                 | 1889                | Dolmen du Val d'Avril                                      |
| Sépultures sous dalle de la Nivardière                        | Beauce la Romaine                          | Tripleville                                                             | 47° 56′ 41″ nord, 1° 29′ 21″ est | « PA00098624 »                                              | Classé                 | 1889                | Sépultures sous dalle de la Nivardière                     |
| Dolmen de la Rousselière                                      | Beauce la Romaine                          | Prénouvellon, Pièce de la Rousselière                                   | 47° 57′ 51″ nord, 1° 29′ 57″ est | « PA00098547 »                                              | Classé                 | 1979                | Dolmen de la Rousselière                                   |
| Drue à Gargantua                                              | Beauce la Romaine                          | Tripleville                                                             | 47° 56′ 39″ nord, 1° 29′ 26″ est | « PA00098625 »                                              | Classé                 | 1889                | Drue à Gargantua                                           |
| Palet de Gargantua                                            | Beauce la Romaine                          | Tripleville                                                             | 47° 56′ 39″ nord, 1° 29′ 22″ est | « PA00098624 »                                              | Classé                 | 1889                | Palet de Gargantua                                         |
| Voie de Jules César                                           | Beauce la Romaine                          | La Colombe, Membrolles, Semerville, Verdes                              | 47° 57′ 25″ nord, 1° 25′ 39″ est | « PA00098421 » « PA00098476 » « PA00098604 » « PA00098649 » | Classé                 | 1978                | Voie de Jules César                                        |
| Église Saint-Aignan-et-Saint-Symphorien de Billy              | Billy                                      |                                                                         | 47° 18′ 41″ nord, 1° 32′ 21″ est | « PA00098333 »                                              | Classé                 | 1920                | Église Saint-Aignan-et-Saint-Symphorien de Billy           |
| Château de Matval                                             | Bonneveau                                  | Matval                                                                  | 47° 48′ 49″ nord, 0° 44′ 50″ est | « PA00098394 »                                              | Inscrit                | 1971 2009           | Château de Matval                                          |
| Église Saint-Jean-Baptiste de Bonneveau                       | Bonneveau                                  |                                                                         | 47° 48′ 44″ nord, 0° 44′ 59″ est | « PA00098395 »                                              | Classé Inscrit         | 1961 2008           | Église Saint-Jean-Baptiste de Bonneveau                    |
| Église Saint-Pierre de Boursay                                | Boursay                                    |                                                                         | 48° 01′ 09″ nord, 0° 58′ 10″ est | « PA00098398 »                                              | Inscrit Classé         | 1926 1958           | Église Saint-Pierre de Boursay                             |
| Vieille Halle de Bracieux                                     | Bracieux                                   | place de la Halle                                                       | 47° 32′ 54″ nord, 1° 32′ 29″ est | « PA41000077 »                                              | Inscrit                | 2021                | Vieille Halle de Bracieux                                  |
| Dolmen des Grosses-Pierres                                    | Brévainville                               | Derrière le Breuil                                                      | 47° 56′ 46″ nord, 1° 13′ 01″ est | « PA00098399 »                                              | Classé                 | 1889                | Dolmen des Grosses-Pierres                                 |
| Église Saint-Claude de Brévainville                           | Brévainville                               |                                                                         | 47° 57′ 29″ nord, 1° 15′ 11″ est | « PA00098400 »                                              | Inscrit                | 1948                | Église Saint-Claude de Brévainville                        |
| Église Sainte-Anne-et-Saint-Pierre de Busloup                 | Busloup                                    |                                                                         | 47° 53′ 36″ nord, 1° 07′ 53″ est | « PA00098401 »                                              | Inscrit                | 1948                | Église Sainte-Anne-et-Saint-Pierre de Busloup              |
| Château de Candé                                              | Candé-sur-Beuvron                          | 24 rue de la Loire                                                      | 47° 29′ 51″ nord, 1° 15′ 17″ est | « PA00098402 »                                              | Inscrit                | 1948                | Image manquante Téléverser                                 |
| Château de Madon                                              | Candé-sur-Beuvron                          |                                                                         | 47° 31′ 03″ nord, 1° 17′ 24″ est | « PA00098403 »                                              | Inscrit                | 1948                | Château de Madon                                           |
| Château de Beauregard                                         | Cellettes                                  |                                                                         | 47° 32′ 13″ nord, 1° 23′ 03″ est | « PA00098404 »                                              | Classé Inscrit         | 1840 1993           | Château de Beauregard                                      |
| Château de Conon                                              | Cellettes                                  |                                                                         | 47° 31′ 31″ nord, 1° 24′ 05″ est | « PA41000030 »                                              | Inscrit                | 2004                | Image manquante Téléverser                                 |
| Prieuré de Montrion                                           | Cellettes                                  | Montrion                                                                | 47° 32′ 04″ nord, 1° 23′ 57″ est | « PA41000032 »                                              | Inscrit                | 2006                | Image manquante Téléverser                                 |
| Château de la Pigeonnière                                     | Chailles                                   |                                                                         | 47° 31′ 58″ nord, 1° 18′ 09″ est | « PA00098661 »                                              | Inscrit                | 1989                | Château de la Pigeonnière                                  |
| Château du Plessis-Villelouet                                 | Chailles                                   | Le Plessis-Villelouet                                                   | 47° 31′ 47″ nord, 1° 18′ 01″ est | « PA41000042 »                                              | Inscrit                | 2006                | Château du Plessis-Villelouet                              |
| Clinique psychiatrique de la Chesnaie                         | Chailles                                   | La Chesnaie                                                             | 47° 31′ 24″ nord, 1° 19′ 25″ est | « PA41000033 »                                              | Inscrit                | 2006                | Clinique psychiatrique de la Chesnaie                      |
| Réseau de tranchées entrainement de la guerre 1914-1918       | Chambon-sur-Cisse                          | site des Sablonnières, forêt de Blois                                   | 47° 33′ 32″ nord, 1° 14′ 33″ est | « PA41000070 »                                              | Inscrit                | 2015                | Réseau de tranchées entrainement de la guerre 1914-1918    |
| Château de Chambord                                           | Chambord                                   |                                                                         | 47° 36′ 59″ nord, 1° 31′ 01″ est | « PA00098405 »                                              | Classé                 | 1840 1997 1999      | Château de Chambord                                        |
| Moulin de Pont-Thibault                                       | Chaon                                      |                                                                         | 47° 35′ 24″ nord, 2° 08′ 13″ est | « PA41000065 »                                              | Inscrit                | 2010                | Image manquante Téléverser                                 |
| Chapelle Saint-Martin du Villiers                             | La Chapelle-Saint-Martin-en-Plaine         |                                                                         | 47° 44′ 56″ nord, 1° 23′ 51″ est | « PA41000064 »                                              | Inscrit                | 2010                | Image manquante Téléverser                                 |
| Château de Toisy                                              | La Chapelle-Vendômoise                     |                                                                         | 47° 40′ 53″ nord, 1° 14′ 38″ est | « PA00098406 »                                              | Inscrit                | 1982                | Château de Toisy                                           |
| Dolmen de la Pierre Levée                                     | La Chapelle-Vendômoise                     | Oreille d'Hérault                                                       | 47° 39′ 36″ nord, 1° 15′ 32″ est | « PA00098407 »                                              | Classé                 | 1889                | Dolmen de la Pierre Levée                                  |
| Balancier hydraulique                                         | Châteauvieux                               | Moulin-Foret                                                            | 47° 13′ 58″ nord, 1° 22′ 52″ est | « PA41000071 »                                              | Inscrit                | 2016                | Image manquante Téléverser                                 |
| Église Saint-Hilaire de Châteauvieux                          | Châteauvieux                               | Rue Paul Andral                                                         | 47° 13′ 54″ nord, 1° 23′ 01″ est | « PA41000067 »                                              | Inscrit                | 2012                | Église Saint-Hilaire de Châteauvieux                       |
| Pont-canal sur la Sauldre                                     | Châtillon-sur-Cher                         |                                                                         | 47° 16′ 29″ nord, 1° 30′ 48″ est | « PA41000059 »                                              | Inscrit                | 2009                | Pont-canal sur la Sauldre                                  |
| Église Saint-Martin de Châtres-sur-Cher                       | Châtres-sur-Cher                           |                                                                         | 47° 15′ 52″ nord, 1° 54′ 20″ est | « PA00098408 »                                              | Inscrit                | 1948                | Église Saint-Martin de Châtres-sur-Cher                    |
| Château de Chaumont-sur-Loire                                 | Chaumont-sur-Loire                         |                                                                         | 47° 28′ 45″ nord, 1° 10′ 54″ est | « PA00098410 »                                              | Classé                 | 1840 1937 1955      | Château de Chaumont-sur-Loire                              |
| Château de la Motte                                           | Chaumont-sur-Tharonne                      | La Motte                                                                | 47° 36′ 50″ nord, 1° 53′ 41″ est | « PA41000023 »                                              | Inscrit                | 2000                | Image manquante Téléverser                                 |
| Église Saint-Étienne de Chaumont-sur-Tharonne                 | Chaumont-sur-Tharonne                      |                                                                         | 47° 36′ 38″ nord, 1° 54′ 16″ est | « PA00098669 »                                              | Inscrit                | 1992                | Église Saint-Étienne de Chaumont-sur-Tharonne              |
| Château des Diorières                                         | Chauvigny-du-Perche                        |                                                                         | 47° 56′ 34″ nord, 1° 05′ 30″ est | « PA00098411 »                                              | Inscrit                | 1980                | Château des Diorières                                      |
| Château de Chémery                                            | Chémery                                    |                                                                         | 47° 20′ 43″ nord, 1° 28′ 48″ est | « PA00098412 »                                              | Inscrit                | 1926                | Château de Chémery                                         |
| Château de Cheverny                                           | Cheverny                                   |                                                                         | 47° 30′ 01″ nord, 1° 27′ 29″ est | « PA00098413 »                                              | Inscrit Classé         | 1926 2008 2010      | Château de Cheverny                                        |
| Château de Troussay                                           | Cheverny                                   | Troussay                                                                | 47° 29′ 29″ nord, 1° 25′ 29″ est | « PA41000021 »                                              | Inscrit                | 2000                | Château de Troussay                                        |
| Église Saint-Étienne de Cheverny                              | Cheverny                                   |                                                                         | 47° 29′ 58″ nord, 1° 27′ 37″ est | « PA00098414 »                                              | Inscrit                | 1954                | Église Saint-Étienne de Cheverny                           |
| Château de La Ménaudière                                      | Chissay-en-Touraine                        |                                                                         | 47° 21′ 16″ nord, 1° 09′ 25″ est | « PA00098415 »                                              | Inscrit                | 1963                | Image manquante Téléverser                                 |
| Château de Chitenay                                           | Chitenay                                   |                                                                         | 47° 29′ 37″ nord, 1° 22′ 41″ est | « PA00098416 »                                              | Inscrit                | 1960                | Château de Chitenay                                        |
| Chapelle Notre-Dame-de-l'Assomption de Guériteau              | Choue                                      |                                                                         | 48° 00′ 02″ nord, 0° 55′ 03″ est | « PA00098417 »                                              | Classé                 | 1912                | Chapelle Notre-Dame-de-l'Assomption de Guériteau           |
| Église Saint-Clément de Choue                                 | Choue                                      |                                                                         | 47° 59′ 53″ nord, 0° 55′ 38″ est | « PA00098418 »                                              | Inscrit                | 1988                | Église Saint-Clément de Choue                              |
| Abbaye de la Guiche                                           | Chouzy-sur-Cisse                           |                                                                         | 47° 32′ 14″ nord, 1° 14′ 05″ est | « PA00098419 »                                              | Inscrit                | 1926                | Abbaye de la Guiche                                        |
| Manoir de Laleu                                               | Chouzy-sur-Cisse                           |                                                                         | 47° 30′ 39″ nord, 1° 12′ 16″ est | « PA00098420 »                                              | Inscrit                | 1937                | Manoir de Laleu                                            |
| Église Saint-Saturnin de Conan                                | Conan                                      |                                                                         | 47° 44′ 57″ nord, 1° 17′ 13″ est | « PA41000047 »                                              | Inscrit                | 2007                | Église Saint-Saturnin de Conan                             |
| Prieuré des Saints-Corneille-et-Cyprien de Cornilly           | Contres                                    |                                                                         | 47° 23′ 58″ nord, 1° 20′ 19″ est | « PA00098423 »                                              | Inscrit                | 1984                | Prieuré des Saints-Corneille-et-Cyprien de Cornilly        |
| Église Saint-Christophe de Couddes                            | Couddes                                    | Le Bourg                                                                | 47° 21′ 47″ nord, 1° 24′ 10″ est | « PA00132569 »                                              | Classé                 | 1994                | Église Saint-Christophe de Couddes                         |
| Domaine d'Huchigny                                            | Coulommiers-la-Tour                        | Huchigny                                                                | 47° 46′ 59″ nord, 1° 06′ 29″ est | « PA41000063 »                                              | Inscrit                | 2010                | Image manquante Téléverser                                 |
| Manoir du Vivier                                              | Cour-Cheverny                              |                                                                         | 47° 31′ 50″ nord, 1° 25′ 46″ est | « PA00098424 »                                              | Inscrit                | 1971                | Image manquante Téléverser                                 |
| Château de Cour-sur-Loire                                     | Cour-sur-Loire                             |                                                                         | 47° 39′ 01″ nord, 1° 25′ 34″ est | « PA00098425 »                                              | Inscrit                | 1961 1993           | Château de Cour-sur-Loire                                  |
| Église Saint-Vincent-et-Sainte-Radegonde de Cour-sur-Loire    | Cour-sur-Loire                             |                                                                         | 47° 38′ 59″ nord, 1° 25′ 33″ est | « PA00098426 »                                              | Classé                 | 1846 1862           | Église Saint-Vincent-et-Sainte-Radegonde de Cour-sur-Loire |
| Maison du XVe siècle                                          | Cour-sur-Loire                             | Le Vivier 2 rue de Verdun                                               | 47° 39′ 13″ nord, 1° 25′ 56″ est | « PA00098427 »                                              | Inscrit                | 1971                | Maison du XVe siècle                                       |
| Maison à pans de bois                                         | Courmemin                                  | 10 rue François-Ier                                                     | 47° 28′ 17″ nord, 1° 37′ 40″ est | « PA41000025 »                                              | Classé                 | 2004                | Maison à pans de bois                                      |
| Église Saint-Gervais-Saint-Protais de Couture-sur-Loir        | Couture-sur-Loir                           |                                                                         | 47° 45′ 15″ nord, 0° 41′ 12″ est | « PA00098429 »                                              | Classé                 | 1924                | Église Saint-Gervais-Saint-Protais de Couture-sur-Loir     |
| Château de la Possonnière                                     | Couture-sur-Loir                           |                                                                         | 47° 44′ 48″ nord, 0° 41′ 32″ est | « PA00098428 »                                              | Classé                 | 1862                | Château de la Possonnière                                  |
| Église Saint-Martin de Crouy-sur-Cosson                       | Crouy-sur-Cosson                           |                                                                         | 47° 39′ 02″ nord, 1° 36′ 35″ est | « PA41000045 »                                              | Inscrit                | 2007                | Église Saint-Martin de Crouy-sur-Cosson                    |
| Château de Droué                                              | Droué                                      |                                                                         | 48° 02′ 14″ nord, 1° 04′ 35″ est | « PA41000031 »                                              | Inscrit Classé         | 2004 2007           | Château de Droué                                           |
| Église Notre-Dame de Boisseleau                               | Droué                                      |                                                                         | 48° 01′ 59″ nord, 1° 04′ 41″ est | « PA00098430 »                                              | Inscrit                | 1973                | Image manquante Téléverser                                 |
| Pierre Cochée                                                 | Droué                                      | La Violerie                                                             | 48° 02′ 02″ nord, 1° 05′ 30″ est | « PA00098431 »                                              | Classé                 | 1889                | Pierre Cochée                                              |
| Éolienne d'Épuisay                                            | Épuisay                                    | Route de Montdoubleau                                                   | 47° 54′ 04″ nord, 0° 55′ 48″ est | « PA00098663 »                                              | Classé                 | 1992                | Éolienne d'Épuisay                                         |
| Abbaye Notre-Dame d'Aiguevive                                 | Faverolles-sur-Cher                        |                                                                         | 47° 17′ 28″ nord, 1° 12′ 44″ est | « PA00098432 »                                              | Classé                 | 1875                | Abbaye Notre-Dame d'Aiguevive                              |
| Chapelle du prieuré de Belvau                                 | Faverolles-sur-Cher                        | Belvau                                                                  | 47° 18′ 09″ nord, 1° 11′ 27″ est | « PA41000036 »                                              | Inscrit                | 2006                | Image manquante Téléverser                                 |
| Manoir de Bélyvière                                           | Feings                                     |                                                                         | 47° 26′ 41″ nord, 1° 21′ 42″ est | « PA00098433 »                                              | Inscrit                | 1948                | Image manquante Téléverser                                 |
| Auberge de l'Écu de France                                    | La Ferté-Beauharnais                       |                                                                         | 47° 32′ 34″ nord, 1° 50′ 58″ est | « PA00098434 »                                              | Inscrit                | 1987                | Image manquante Téléverser                                 |
| Maison du Soleil                                              | La Ferté-Beauharnais                       | Route de Neung Route Saint-Viatre                                       | 47° 32′ 33″ nord, 1° 50′ 58″ est | « PA00098435 »                                              | Inscrit                | 1926                | Maison du Soleil                                           |
| Chapelle Saint-Taurin de La Ferté-Imbault                     | La Ferté-Imbault                           |                                                                         | 47° 23′ 20″ nord, 1° 57′ 19″ est | « PA00098436 »                                              | Classé                 | 1875                | Chapelle Saint-Taurin de La Ferté-Imbault                  |
| Château de La Ferté-Imbault                                   | La Ferté-Imbault                           |                                                                         | 47° 23′ 16″ nord, 1° 57′ 27″ est | « PA00098437 »                                              | Inscrit                | 1989                | Château de La Ferté-Imbault                                |
| Domaine de la Fosse                                           | Fontaine-les-Coteaux                       | Fosse                                                                   | 47° 46′ 40″ nord, 0° 50′ 48″ est | « PA00098442 »                                              | Inscrit                | 1978 1993 2016      | Domaine de la Fosse                                        |
| Château de la Ravinière                                       | Fontaines-en-Sologne                       |                                                                         | 47° 30′ 38″ nord, 1° 34′ 29″ est | « PA41000079 »                                              | Inscrit                | 2023                | Image manquante Téléverser                                 |
| Église Notre-Dame de Fontaines-en-Sologne                     | Fontaines-en-Sologne                       |                                                                         | 47° 30′ 33″ nord, 1° 33′ 00″ est | « PA00098438 »                                              | Classé                 | 1910                | Église Notre-Dame de Fontaines-en-Sologne                  |
| Maison du XVIe siècle                                         | Fontaines-en-Sologne                       | Place de l'Église                                                       | 47° 30′ 33″ nord, 1° 32′ 59″ est | « PA00098440 »                                              | Inscrit                | 1948                | Image manquante Téléverser                                 |
| Maison la Communale                                           | Fontaines-en-Sologne                       | Route de Bauzy                                                          | 47° 30′ 34″ nord, 1° 33′ 06″ est | « PA00098439 »                                              | Inscrit                | 1949                | Maison la Communale                                        |
| Maison à pans de bois                                         | Fontaines-en-Sologne                       | Place de l'Église                                                       | 47° 30′ 33″ nord, 1° 33′ 02″ est | « PA00098441 »                                              | Inscrit                | 1949                | Image manquante Téléverser                                 |
| Église Saint-Loup-Saint-Gilles de La Fontenelle               | La Fontenelle                              |                                                                         | 48° 03′ 40″ nord, 1° 01′ 29″ est | « PA00098443 »                                              | Inscrit                | 1971                | Église Saint-Loup-Saint-Gilles de La Fontenelle            |
| Château de Fougères-sur-Bièvre                                | Fougères-sur-Bièvre                        |                                                                         | 47° 26′ 52″ nord, 1° 20′ 37″ est | « PA00098444 »                                              | Classé                 | 1912                | Château de Fougères-sur-Bièvre                             |
| Église Notre-Dame de Françay                                  | Françay                                    |                                                                         | 47° 37′ 06″ nord, 1° 07′ 35″ est | « PA41000048 »                                              | Inscrit                | 2007                | Église Notre-Dame de Françay                               |
| Château de Roujoux                                            | Fresnes                                    |                                                                         | 47° 26′ 02″ nord, 1° 24′ 03″ est | « PA41000043 »                                              | Inscrit                | 2007                | Image manquante Téléverser                                 |
| Château de Fréteval                                           | Fréteval                                   |                                                                         | 47° 53′ 07″ nord, 1° 12′ 41″ est | « PA00098446 »                                              | Inscrit                | 1926                | Château de Fréteval                                        |
| Dolmen des Louettes                                           | Fréteval                                   | Les Louettes                                                            | 47° 53′ 15″ nord, 1° 10′ 46″ est | « PA00098445 »                                              | Classé                 | 1979                | Image manquante Téléverser                                 |
| Manoir de Beauregard                                          | Fréteval                                   |                                                                         | 47° 53′ 37″ nord, 1° 12′ 15″ est | « PA00098447 »                                              | Inscrit                | 1948                | Manoir de Beauregard                                       |
| Tour de Grisset                                               | Fréteval                                   | L'Ormois                                                                | 47° 53′ 47″ nord, 1° 11′ 01″ est | « PA00098448 »                                              | Inscrit                | 1948 1991           | Tour de Grisset                                            |
| Château du Plessis-Fortia                                     | Huisseau-en-Beauce                         |                                                                         | 47° 42′ 39″ nord, 1° 00′ 19″ est | « PA00098449 »                                              | Inscrit                | 1953                | Château du Plessis-Fortia                                  |
| Dolmen des Gâts-Fleuris                                       | Huisseau-en-Beauce                         | Les Gâts-Fleuris                                                        | 47° 43′ 55″ nord, 1° 00′ 18″ est | « PA00098450 »                                              | Classé                 | 1889                | Dolmen des Gâts-Fleuris                                    |
| Dolmen de Haute Bretagne                                      | Huisseau-en-Beauce                         | Les Hauts-de-Bretagne                                                   | 47° 43′ 23″ nord, 1° 00′ 32″ est | « PA00098452 »                                              | Classé                 | 1889                | Dolmen de Haute Bretagne                                   |
| Église Notre-Dame de Huisseau-en-Beauce                       | Huisseau-en-Beauce                         |                                                                         | 47° 43′ 24″ nord, 1° 00′ 34″ est | « PA41000049 »                                              | Inscrit                | 2007                | Église Notre-Dame de Huisseau-en-Beauce                    |
| Menhir des Gâts-Fleuris                                       | Huisseau-en-Beauce                         | disparu                                                                 | à géolocaliser                   | « PA00098451 »                                              | Classé                 | 1889                | Menhir des Gâts-Fleuris                                    |
| Polissoir de Haute Bretagne                                   | Huisseau-en-Beauce                         | Les Hauts-de-Bretagne                                                   | 47° 43′ 23″ nord, 1° 00′ 32″ est | « PA00098453 »                                              | Classé                 | 1889                | Polissoir de Haute Bretagne                                |
| Château de Chambord                                           | Huisseau-sur-Cosson                        |                                                                         | 47° 36′ 59″ nord, 1° 31′ 01″ est | « PA41000003 »                                              | Classé                 | 1840 1997 1999      | Château de Chambord                                        |
| Domaine des Grotteaux                                         | Huisseau-sur-Cosson                        |                                                                         | 47° 35′ 06″ nord, 1° 25′ 16″ est | « PA00098454 »                                              | Inscrit                | 1954 1997           | Domaine des Grotteaux                                      |
| Château de Cerqueux                                           | Josnes                                     |                                                                         | 47° 46′ 38″ nord, 1° 32′ 44″ est | « PA00098455 »                                              | Inscrit                | 1975                | Image manquante Téléverser                                 |
| Église Saint-Martin de Lancé                                  | Lancé                                      |                                                                         | 47° 41′ 34″ nord, 1° 03′ 59″ est | « PA00098456 »                                              | Inscrit                | 1927                | Église Saint-Martin de Lancé                               |
| Prieuré Saint-Martin de Lancé                                 | Lancé                                      | Le Bourg                                                                | 47° 41′ 33″ nord, 1° 03′ 57″ est | « PA00098457 »                                              | Inscrit                | 1969                | Prieuré Saint-Martin de Lancé                              |
| Église Saint-Pierre de Lancôme                                | Lancôme                                    |                                                                         | 47° 38′ 56″ nord, 1° 07′ 26″ est | « PA00098662 »                                              | Classé                 | 1990                | Église Saint-Pierre de Lancôme                             |
| Église Saint-Lubin de Landes-le-Gaulois                       | Landes-le-Gaulois                          |                                                                         | 47° 39′ 10″ nord, 1° 10′ 57″ est | « PA00125369 »                                              | Inscrit                | 1993                | Église Saint-Lubin de Landes-le-Gaulois                    |
| Château du Moulin                                             | Lassay-sur-Croisne                         |                                                                         | 47° 22′ 09″ nord, 1° 36′ 34″ est | « PA00098459 »                                              | Inscrit Classé         | 1926 1927           | Château du Moulin                                          |
| Église Saint-Hilaire de Lassay-sur-Croisne                    | Lassay-sur-Croisne                         |                                                                         | 47° 22′ 27″ nord, 1° 37′ 25″ est | « PA00098460 »                                              | Classé                 | 1862                | Image manquante Téléverser                                 |
| Château de Lavardin                                           | Lavardin                                   |                                                                         | 47° 44′ 28″ nord, 0° 53′ 01″ est | « PA00098461 »                                              | Classé                 | 1945                | Château de Lavardin                                        |
| Église Saint-Genest de Lavardin                               | Lavardin                                   |                                                                         | 47° 44′ 29″ nord, 0° 53′ 09″ est | « PA00098462 »                                              | Classé                 | 1862                | Église Saint-Genest de Lavardin                            |
| Maison Florent Tissart                                        | Lavardin                                   | Rue Barrière                                                            | 47° 44′ 33″ nord, 0° 53′ 14″ est | « PA00098463 »                                              | Classé                 | 1930                | Maison Florent Tissart                                     |
| Maison Perrault                                               | Lavardin                                   | 21 rue de la Barrière                                                   | 47° 44′ 32″ nord, 0° 53′ 14″ est | « PA41000038 »                                              | Inscrit                | 2006                | Maison Perrault                                            |
| Pont sur le Loir                                              | Lavardin                                   |                                                                         | 47° 44′ 36″ nord, 0° 53′ 05″ est | « PA00098464 »                                              | Inscrit                | 1926                | Pont sur le Loir                                           |
| Prieuré Saint-Genest de Lavardin                              | Lavardin                                   |                                                                         | 47° 44′ 30″ nord, 0° 53′ 11″ est | « PA00098465 »                                              | Inscrit                | 1926                | Prieuré Saint-Genest de Lavardin                           |
| Manoir du Tertre                                              | Lignières                                  | Le Tertre                                                               | 47° 51′ 35″ nord, 1° 11′ 11″ est | « PA41000028 »                                              | Inscrit                | 2003                | Image manquante Téléverser                                 |
| Ancien château de Fontenailles                                | Lorges                                     |                                                                         | 47° 47′ 32″ nord, 1° 29′ 08″ est | « PA00098466 »                                              | Inscrit                | 1928                | Image manquante Téléverser                                 |
| Église Saint-Martin de Lorges                                 | Lorges                                     |                                                                         | 47° 49′ 24″ nord, 1° 29′ 52″ est | « PA00098467 »                                              | Classé                 | 1906                | Image manquante Téléverser                                 |
| Église Saint-Martin de Lunay                                  | Lunay                                      |                                                                         | 47° 48′ 32″ nord, 0° 54′ 54″ est | « PA00098468 »                                              | Inscrit                | 1925                | Église Saint-Martin de Lunay                               |
| Église Notre-Dame de Marchenoir                               | Marchenoir                                 | Place de l'Église                                                       | 47° 49′ 23″ nord, 1° 23′ 48″ est | « PA00098469 »                                              | Inscrit                | 1946                | Église Notre-Dame de Marchenoir                            |
| Maison du Bourreau                                            | Marchenoir                                 | 4 rue de l'Église Rue Vanvert                                           | 47° 49′ 23″ nord, 1° 23′ 42″ est | « PA00098470 »                                              | Inscrit                | 1946                | Image manquante Téléverser                                 |
| Château de Mareuil                                            | Mareuil-sur-Cher                           |                                                                         | 47° 17′ 38″ nord, 1° 19′ 45″ est | « PA00098471 »                                              | Inscrit                | 1935                | Image manquante Téléverser                                 |
| Château de Chambord                                           | Maslives                                   |                                                                         | 47° 36′ 59″ nord, 1° 31′ 01″ est | « PA41000004 »                                              | Classé                 | 1840 1997 1999      | Château de Chambord                                        |
| Moulin de Maves                                               | Maves                                      |                                                                         | 47° 44′ 17″ nord, 1° 22′ 13″ est | « PA00098472 »                                              | Inscrit                | 1974                | Moulin de Maves                                            |
| Église Saint-Lubin de Mazangé                                 | Mazangé                                    |                                                                         | 47° 49′ 23″ nord, 0° 56′ 48″ est | « PA00098473 »                                              | Classé                 | 1948                | Église Saint-Lubin de Mazangé                              |
| Manoir de la Bonaventure                                      | Mazangé                                    |                                                                         | 47° 48′ 44″ nord, 0° 57′ 21″ est | « PA00098474 »                                              | Classé                 | 1966                | Manoir de la Bonaventure                                   |
| Manoir de Beauregard                                          | Méhers                                     |                                                                         | 47° 19′ 32″ nord, 1° 25′ 58″ est | « PA00098475 »                                              | Classé                 | 1922                | Manoir de Beauregard                                       |
| Château de Menars                                             | Menars                                     |                                                                         | 47° 38′ 20″ nord, 1° 24′ 37″ est | « PA00098477 »                                              | Classé                 | 1949 1986           | Château de Menars                                          |
| Église Saint-Urbain de Mennetou-sur-Cher                      | Mennetou-sur-Cher                          |                                                                         | 47° 16′ 09″ nord, 1° 52′ 00″ est | « PA00098478 »                                              | Classé Inscrit         | 1920 2013           | Église Saint-Urbain de Mennetou-sur-Cher                   |
| Grange dîmière                                                | Mennetou-sur-Cher                          | 25 Grande Rue                                                           | 47° 16′ 10″ nord, 1° 52′ 00″ est | « PA00098479 »                                              | Inscrit                | 1935                | Grange dîmière                                             |
| Maison François Ier                                           | Mennetou-sur-Cher                          | 11 Grande Rue                                                           | 47° 16′ 11″ nord, 1° 51′ 58″ est | « PA00098481 »                                              | Inscrit                | 1926                | Maison François Ier                                        |
| Maison à pans de bois                                         | Mennetou-sur-Cher                          | 1 Grande Rue                                                            | 47° 16′ 12″ nord, 1° 51′ 56″ est | « PA00098480 »                                              | Inscrit                | 1946                | Maison à pans de bois                                      |
| Prieuré de Mennetou-sur-Cher                                  | Mennetou-sur-Cher                          | 38 Grande Rue                                                           | 47° 16′ 07″ nord, 1° 52′ 03″ est | « PA00098482 »                                              | Classé                 | 1907                | Prieuré de Mennetou-sur-Cher                               |
| Pont-levis de Mennetou-sur-Cher                               | Mennetou-sur-Cher                          | Rue du Cher                                                             | 47° 16′ 07″ nord, 1° 51′ 57″ est | « PA41000068 »                                              | Inscrit                | 2013                | Pont-levis de Mennetou-sur-Cher                            |
| Remparts de Mennetou-sur-Cher                                 | Mennetou-sur-Cher                          |                                                                         | 47° 16′ 09″ nord, 1° 51′ 57″ est | « PA00098483 »                                              | Classé                 | 1913                | Remparts de Mennetou-sur-Cher                              |
| Château de Chantecaille                                       | Mer                                        |                                                                         | 47° 41′ 55″ nord, 1° 31′ 22″ est | « PA00098484 »                                              | Inscrit                | 1985                | Image manquante Téléverser                                 |
| Église Saint-Aignan d'Herbilly                                | Mer                                        |                                                                         | 47° 42′ 33″ nord, 1° 32′ 18″ est | « PA00098485 »                                              | Inscrit                | 1946                | Église Saint-Aignan d'Herbilly                             |
| Église Saint-Hilaire de Mer                                   | Mer                                        |                                                                         | 47° 42′ 01″ nord, 1° 30′ 29″ est | « PA00098486 »                                              | Classé Inscrit         | 1912 1955           | Église Saint-Hilaire de Mer                                |
| Halle de Mer                                                  | Mer                                        |                                                                         | 47° 42′ 15″ nord, 1° 30′ 27″ est | « PA00098487 »                                              | Inscrit                | 1987                | Halle de Mer                                               |
| Église Notre-Dame de Mesland                                  | Mesland                                    |                                                                         | 47° 30′ 37″ nord, 1° 07′ 22″ est | « PA00098488 »                                              | Classé                 | 1946                | Église Notre-Dame de Mesland                               |
| Grange de la Perdrière                                        | Mesland                                    | La Perdrière                                                            | 47° 30′ 07″ nord, 1° 05′ 57″ est | « PA00098489 »                                              | Inscrit                | 1989                | Grange de la Perdrière                                     |
| Château de Meslay                                             | Meslay                                     | Le Château                                                              | 47° 49′ 01″ nord, 1° 05′ 47″ est | « PA00135298 »                                              | Classé                 | 2017                | Château de Meslay                                          |
| Église Saint-Pierre de Meusnes                                | Meusnes                                    | Le Bourg                                                                | 47° 14′ 59″ nord, 1° 29′ 49″ est | « PA00098490 »                                              | Classé                 | 1959                | Église Saint-Pierre de Meusnes                             |
| Château de Marcheval                                          | Millançay                                  |                                                                         | 47° 29′ 33″ nord, 1° 46′ 06″ est | « PA00098491 »                                              | Inscrit                | 1976                | Image manquante Téléverser                                 |
| Église de la Madeleine de Moisy                               | Moisy                                      |                                                                         | 47° 54′ 54″ nord, 1° 18′ 57″ est | « PA41000056 »                                              | Inscrit                | 2008                | Église de la Madeleine de Moisy                            |
| Château de Mondoubleau                                        | Mondoubleau                                |                                                                         | 47° 58′ 44″ nord, 0° 53′ 34″ est | « PA00098493 »                                              | Inscrit                | 1926                | Château de Mondoubleau                                     |
| Fortifications de Mondoubleau                                 | Mondoubleau                                |                                                                         | 47° 58′ 47″ nord, 0° 53′ 32″ est | « PA00098494 »                                              | Inscrit                | 1926                | Image manquante Téléverser                                 |
| Maison du XVIIe siècle                                        | Mondoubleau                                | 3 carrefour de l'Ormeau                                                 | 47° 58′ 51″ nord, 0° 53′ 35″ est | « PA00098495 »                                              | Inscrit                | 1948                | Image manquante Téléverser                                 |
| Maison à pans de bois                                         | Mondoubleau                                | Place du Patis                                                          | 47° 58′ 49″ nord, 0° 53′ 33″ est | « PA00098496 »                                              | Inscrit                | 1935                | Maison à pans de bois                                      |
| Manoir de Rocheux                                             | Mondoubleau                                |                                                                         | 47° 59′ 52″ nord, 0° 52′ 52″ est | « PA00098497 »                                              | Inscrit                | 1948                | Manoir de Rocheux                                          |
| Château de Monteaux et moulin de Gièvre                       | Monteaux                                   |                                                                         | 47° 29′ 02″ nord, 1° 06′ 31″ est | « PA00098498 »                                              | Inscrit                | 1976 1989           | Image manquante Téléverser                                 |
| Château du Gué-Péan                                           | Monthou-sur-Cher                           |                                                                         | 47° 21′ 00″ nord, 1° 19′ 08″ est | « PA00098499 »                                              | Classé                 | 1980                | Château du Gué-Péan                                        |
| Église Saint-Cyr de Monthou-sur-Cher                          | Monthou-sur-Cher                           |                                                                         | 47° 20′ 48″ nord, 1° 17′ 39″ est | « PA00098500 »                                              | Inscrit                | 1926                | Église Saint-Cyr de Monthou-sur-Cher                       |
| Porte des Montils                                             | Les Montils                                |                                                                         | 47° 29′ 42″ nord, 1° 17′ 44″ est | « PA00098501 »                                              | Inscrit                | 1930                | Porte des Montils                                          |
| Tour des Montils                                              | Les Montils                                |                                                                         | 47° 29′ 41″ nord, 1° 17′ 49″ est | « PA00098502 »                                              | Inscrit                | 1986                | Tour des Montils                                           |
| Château de Montlivault                                        | Montlivault                                | Grande-Rue Rue de la Justice                                            | 47° 38′ 22″ nord, 1° 26′ 37″ est | « PA00098503 »                                              | Inscrit                | 1987 2024           | Château de Montlivault                                     |
| Église Saint-Pierre de Montlivault                            | Montlivault                                |                                                                         | 47° 38′ 29″ nord, 1° 26′ 42″ est | « PA00098504 »                                              | Inscrit                | 1948 2010           | Église Saint-Pierre de Montlivault                         |
| Chapelle de la Madeleine de Montoire-sur-le-Loir              | Montoire-sur-le-Loir                       |                                                                         | 47° 45′ 23″ nord, 0° 50′ 31″ est | « PA00098509 »                                              | Inscrit                | 1937                | Image manquante Téléverser                                 |
| Prieuré Saint-Gilles                                          | Montoire-sur-le-Loir                       |                                                                         | 47° 45′ 06″ nord, 0° 51′ 30″ est | « PA00098505 »                                              | Classé Inscrit         | 1862 2016           | Prieuré Saint-Gilles                                       |
| Chapelle Saint-Laurent de Montoire-sur-le-Loir                | Montoire-sur-le-Loir                       | Cimetière                                                               | 47° 44′ 56″ nord, 0° 51′ 55″ est | « PA00098506 »                                              | Inscrit                | 1929                | Chapelle Saint-Laurent de Montoire-sur-le-Loir             |
| Château de Chalay                                             | Montoire-sur-le-Loir                       |                                                                         | 47° 46′ 42″ nord, 0° 49′ 13″ est | « PA00098665 »                                              | Inscrit                | 1991 2007           | Château de Chalay                                          |
| Château de Montoire-sur-le-Loir                               | Montoire-sur-le-Loir                       |                                                                         | 47° 45′ 00″ nord, 0° 51′ 26″ est | « PA00098507 »                                              | Classé                 | 1862                | Château de Montoire-sur-le-Loir                            |
| Couvent des Augustins                                         | Montoire-sur-le-Loir                       | Quartier Marescot 3 rue Marescot 1, 2, 3 place Clemenceau Rue Ronsard   | 47° 45′ 09″ nord, 0° 51′ 44″ est | « PA41000005 »                                              | Classé Inscrit         | 2000                | Couvent des Augustins                                      |
| Église Saint-Oustrille                                        | Montoire-sur-le-Loir                       |                                                                         | 47° 45′ 00″ nord, 0° 51′ 29″ est | « PA41000074 »                                              | Inscrit                | 2020                | Image manquante Téléverser                                 |
| Maison du XVIe siècle                                         | Montoire-sur-le-Loir                       | place Georges-Clemenceau près du couvent                                | 47° 45′ 10″ nord, 0° 51′ 37″ est | « PA00098511 »                                              | Inscrit                | 1946                | Maison du XVIe siècle                                      |
| Maison Renaissance                                            | Montoire-sur-le-Loir                       | place Georges-Clemenceau                                                | 47° 45′ 10″ nord, 0° 51′ 38″ est | « PA00098510 »                                              | Inscrit                | 1927                | Maison Renaissance                                         |
| Maison Taillebois                                             | Montoire-sur-le-Loir                       | faubourg Saint-Outrille Faubourg Saint-Outrille                         | 47° 45′ 05″ nord, 0° 51′ 32″ est | « PA00098512 »                                              | Inscrit                | 1926                | Maison Taillebois                                          |
| Château de Montrichard                                        | Montrichard Val de Cher                    | Montrichard                                                             | 47° 20′ 37″ nord, 1° 11′ 10″ est | « PA00098513 »                                              | Classé                 | 1877                | Château de Montrichard                                     |
| Église Notre-Dame-de-Nanteuil de Montrichard                  | Montrichard Val de Cher                    | Montrichard                                                             | 47° 20′ 36″ nord, 1° 10′ 31″ est | « PA00098514 »                                              | Classé                 | 1846                | Église Notre-Dame-de-Nanteuil de Montrichard               |
| Église Saint-Germain de Bourré                                | Montrichard Val de Cher                    | Bourré                                                                  | 47° 20′ 46″ nord, 1° 13′ 11″ est | « PA00098396 »                                              | Inscrit                | 1971                | Image manquante Téléverser                                 |
| Fontaine Saint-Cellerin                                       | Montrichard Val de Cher                    | Montrichard, Rue Nationale                                              | 47° 20′ 35″ nord, 1° 11′ 07″ est | « PA00098515 »                                              | Inscrit                | 1946                | Image manquante Téléverser                                 |
| Maison                                                        | Montrichard Val de Cher                    | Montrichard, 51 rue de la Massue                                        | 47° 20′ 35″ nord, 1° 11′ 12″ est | « PA00098518 »                                              | Inscrit                | 2005                | Maison                                                     |
| Maison                                                        | Montrichard Val de Cher                    | Montrichard, 20, 22 rue Nationale                                       | 47° 20′ 34″ nord, 1° 11′ 01″ est | « PA00098520 »                                              | Inscrit                | 1946                | Maison                                                     |
| Maison de l'Ave Maria                                         | Montrichard Val de Cher                    | Montrichard, Rue Nationale 1 rue du Pont                                | 47° 20′ 35″ nord, 1° 11′ 11″ est | « PA00098516 »                                              | Classé                 | 1926                | Maison de l'Ave Maria                                      |
| Maison du Prêche                                              | Montrichard Val de Cher                    | Montrichard, Rue Nationale 1 rue du Prêche                              | 47° 20′ 36″ nord, 1° 11′ 14″ est | « PA00098517 »                                              | Classé                 | 1912                | Maison du Prêche                                           |
| Maisons à pans de bois                                        | Montrichard Val de Cher                    | Montrichard, 67 rue Nationale                                           | 47° 20′ 35″ nord, 1° 11′ 10″ est | « PA00098519 »                                              | Classé                 | 1912                | Maisons à pans de bois                                     |
| Manoir des Roches                                             | Montrichard Val de Cher                    | Bourré                                                                  | 47° 21′ 03″ nord, 1° 13′ 31″ est | « PA00098397 »                                              | Inscrit                | 1971                | Image manquante Téléverser                                 |
| Tour de Montrichard                                           | Montrichard Val de Cher                    | Montrichard, Place du Commerce                                          | 47° 20′ 37″ nord, 1° 11′ 00″ est | « PA00098521 »                                              | Inscrit                | 1932                | Tour de Montrichard                                        |
| Porte de la Perrine                                           | Morée                                      | Rue des Prés                                                            | 47° 54′ 10″ nord, 1° 13′ 58″ est | « PA00098522 »                                              | Inscrit                | 1948                | Porte de la Perrine                                        |
| Château de Chambord                                           | Muides-sur-Loire                           |                                                                         | 47° 36′ 59″ nord, 1° 31′ 01″ est | « PA41000006 »                                              | Classé                 | 1840 1997 1999      | Château de Chambord                                        |
| Château de Colliers                                           | Muides-sur-Loire                           |                                                                         | 47° 39′ 56″ nord, 1° 30′ 54″ est | « PA00098666 »                                              | Inscrit                | 1991                | Château de Colliers                                        |
| Église Notre-Dame de Mulsans                                  | Mulsans                                    |                                                                         | 47° 41′ 45″ nord, 1° 23′ 08″ est | « PA41000015 »                                              | Inscrit                | 1926                | Église Notre-Dame de Mulsans                               |
| Château de la Morinière                                       | Mur-de-Sologne                             |                                                                         | 47° 26′ 13″ nord, 1° 34′ 57″ est | « PA00098523 »                                              | Inscrit                | 1971                | Image manquante Téléverser                                 |
| Église Saint-Pierre de Mur-de-Sologne                         | Mur-de-Sologne                             |                                                                         | 47° 24′ 42″ nord, 1° 36′ 31″ est | « PA00098524 »                                              | Inscrit                | 1926                | Église Saint-Pierre de Mur-de-Sologne                      |
| Locature de la Straize                                        | Mur-de-Sologne                             | La Septerèze                                                            | 47° 22′ 47″ nord, 1° 34′ 29″ est | « PA00098525 »                                              | Inscrit                | 1987                | Image manquante Téléverser                                 |
| Église Saint-Gervais-et-Saint-Protais de Naveil               | Naveil                                     | Le Bourg                                                                | 47° 47′ 39″ nord, 1° 01′ 47″ est | « PA00098526 »                                              | Classé Inscrit         | 1958 1963           | Église Saint-Gervais-et-Saint-Protais de Naveil            |
| Polissoirs de Mondétour                                       | Naveil                                     | Le Polissoir C.R. 18                                                    | 47° 46′ 28″ nord, 1° 01′ 21″ est | « PA00098527 »                                              | Classé                 | 1978                | Polissoirs de Mondétour                                    |
| Motte de Condras                                              | Neung-sur-Beuvron                          | Panama                                                                  | 47° 30′ 49″ nord, 1° 48′ 48″ est | « PA00098528 »                                              | Inscrit                | 1979                | Motte de Condras                                           |
| Château de Chambord                                           | Neuvy                                      |                                                                         | 47° 36′ 59″ nord, 1° 31′ 01″ est | « PA41000007 »                                              | Classé                 | 1840 1997 1999      | Château de Chambord                                        |
| Château d'Herbault-en-Sologne                                 | Neuvy                                      |                                                                         | 47° 33′ 00″ nord, 1° 34′ 18″ est | « PA00098529 »                                              | Inscrit                | 1942                | Image manquante Téléverser                                 |
| Château de Moléon                                             | Nouan-le-Fuzelier                          |                                                                         | 47° 32′ 23″ nord, 2° 02′ 36″ est | « PA00098530 »                                              | Inscrit                | 1985                | Image manquante Téléverser                                 |
| Église Saint-Martin de Nouan-le-Fuzelier                      | Nouan-le-Fuzelier                          |                                                                         | 47° 32′ 09″ nord, 2° 02′ 11″ est | « PA00098531 »                                              | Inscrit                | 1929                | Église Saint-Martin de Nouan-le-Fuzelier                   |
| Grange de Courcimont                                          | Nouan-le-Fuzelier                          |                                                                         | 47° 32′ 15″ nord, 2° 01′ 33″ est | « PA00098532 »                                              | Inscrit                | 1986                | Image manquante Téléverser                                 |
| Dolmen des Tatonneries                                        | Nourray                                    | Les Tatonneries Le Beignon                                              | 47° 43′ 29″ nord, 1° 02′ 25″ est | « PA00098533 »                                              | Classé                 | 1889                | Dolmen des Tatonneries                                     |
| Église Notre-Dame de Nourray                                  | Nourray                                    |                                                                         | 47° 43′ 03″ nord, 1° 03′ 31″ est | « PA00098534 »                                              | Classé                 | 1862                | Église Notre-Dame de Nourray                               |
| Polissoir du Petit Fontenail                                  | Nourray                                    | Le Petit Fontenail Place de l'Église                                    | 47° 43′ 03″ nord, 1° 03′ 32″ est | « PA00098535 »                                              | Classé                 | 1889                | Polissoir du Petit Fontenail                               |
| Chapelle Saint-Lazare de Noyers-sur-Cher                      | Noyers-sur-Cher                            |                                                                         | 47° 16′ 34″ nord, 1° 23′ 09″ est | « PA00098536 »                                              | Classé                 | 1862                | Chapelle Saint-Lazare de Noyers-sur-Cher                   |
| Église Saint-Sylvain de Noyers-sur-Cher                       | Noyers-sur-Cher                            |                                                                         | 47° 16′ 32″ nord, 1° 24′ 05″ est | « PA00098537 »                                              | Classé                 | 1913                | Image manquante Téléverser                                 |
| Pierre Fritte                                                 | Noyers-sur-Cher                            | Champ-du-Bois Forêt de Grobois                                          | 47° 17′ 35″ nord, 1° 25′ 14″ est | « PA00098538 »                                              | Classé                 | 1889                | Image manquante Téléverser                                 |
| Château d'Onzain                                              | Onzain                                     |                                                                         | 47° 30′ 04″ nord, 1° 10′ 29″ est | « PA41000069 »                                              | Inscrit                | 2014                | Château d'Onzain                                           |
| Église Saint-Gervais-et-Saint-Protais d'Onzain                | Onzain                                     |                                                                         | 47° 30′ 01″ nord, 1° 10′ 24″ est | « PA00098539 »                                              | Inscrit                | 1928                | Église Saint-Gervais-et-Saint-Protais d'Onzain             |
| Carrière des Grouais de Chicherais                            | Pezou                                      | Les Grouais de Chicherais                                               | 47° 50′ 55″ nord, 1° 07′ 48″ est | « PA00098543 »                                              | Classé                 | 1982                | Carrière des Grouais de Chicherais                         |
| Église Saint-Pierre de Pezou                                  | Pezou                                      |                                                                         | 47° 51′ 58″ nord, 1° 08′ 30″ est | « PA00098542 »                                              | Inscrit                | 1926                | Église Saint-Pierre de Pezou                               |
| Château de Chaussepot                                         | Le Poislay                                 |                                                                         | 48° 04′ 39″ nord, 1° 06′ 45″ est | « PA00098664 »                                              | Inscrit                | 1991                | Château de Chaussepot                                      |
| Abbaye de Pontlevoy                                           | Pontlevoy                                  |                                                                         | 47° 23′ 20″ nord, 1° 15′ 23″ est | « PA00098544 »                                              | Classé                 | 1934 1991           | Abbaye de Pontlevoy                                        |
| Château des Bordes                                            | Pontlevoy                                  | Les Bordes                                                              | 47° 24′ 41″ nord, 1° 13′ 34″ est | « PA41000008 »                                              | Inscrit                | 1997 2018           | Image manquante Téléverser                                 |
| Église Saint-Pierre de Pontlevoy                              | Pontlevoy                                  |                                                                         | 47° 23′ 20″ nord, 1° 15′ 19″ est | « PA00098545 »                                              | Inscrit                | 1962                | Église Saint-Pierre de Pontlevoy                           |
| Manoir de Maré                                                | Pontlevoy                                  | Maré                                                                    | 47° 24′ 54″ nord, 1° 12′ 18″ est | « PA41000029 »                                              | Inscrit                | 2003                | Image manquante Téléverser                                 |
| Monument funéraire de Pierre-François Chappotin et de sa mère | Pontlevoy                                  |                                                                         | 47° 23′ 34″ nord, 1° 15′ 05″ est | « PA41000066 »                                              | Inscrit                | 2010                | Image manquante Téléverser                                 |
| Barrage des Maselles                                          | Pouillé                                    |                                                                         | 47° 19′ 42″ nord, 1° 17′ 16″ est | « PA41000017 »                                              | Inscrit                | 1998                | Barrage des Maselles                                       |
| Église Saint-Saturnin de Pouillé                              | Pouillé                                    |                                                                         | 47° 19′ 03″ nord, 1° 17′ 21″ est | « PA00098546 »                                              | Inscrit                | 1951                | Image manquante Téléverser                                 |
| Église Saint-Pierre de Pray                                   | Pray                                       |                                                                         | 47° 40′ 38″ nord, 1° 07′ 00″ est | « PA41000050 »                                              | Inscrit                | 2007                | Église Saint-Pierre de Pray                                |
| Église Saint-Jean-Baptiste de Prunay-Cassereau                | Prunay-Cassereau                           |                                                                         | 47° 41′ 44″ nord, 0° 55′ 24″ est | « PA41000060 »                                              | Inscrit                | 2009                | Église Saint-Jean-Baptiste de Prunay-Cassereau             |
| Château de Renay                                              | Renay                                      |                                                                         | 47° 50′ 30″ nord, 1° 09′ 57″ est | « PA00098548 »                                              | Inscrit                | 1971                | Image manquante Téléverser                                 |
| Église Saint-Cloud de Rhodon                                  | Rhodon                                     |                                                                         | 47° 45′ 09″ nord, 1° 16′ 05″ est | « PA00098549 »                                              | Classé                 | 1930                | Église Saint-Cloud de Rhodon                               |
| Chapelle Saint-Gervais des Roches-l'Évêque                    | Les Roches-l'Évêque                        | Impasse de Saint-Gervais                                                | 47° 46′ 54″ nord, 0° 53′ 35″ est | « PA00098550 »                                              | Classé                 | 1943                | Image manquante Téléverser                                 |
| Église Saint-Almire des Roches-l'Évêque                       | Les Roches-l'Évêque                        |                                                                         | 47° 46′ 33″ nord, 0° 53′ 27″ est | « PA00098551 »                                              | Inscrit                | 1971                | Église Saint-Almire des Roches-l'Évêque                    |
| Carroir Doré                                                  | Romorantin-Lanthenay                       | Le Carroir Doré, 21 rue de la Pierre                                    | 47° 21′ 31″ nord, 1° 44′ 46″ est | « PA00098554 »                                              | Classé                 | 1910                | Carroir Doré                                               |
| Chancellerie                                                  | Romorantin-Lanthenay                       | 14 rue de la Résistance                                                 | 47° 21′ 31″ nord, 1° 44′ 44″ est | « PA00098557 »                                              | Classé                 | 1913                | Chancellerie                                               |
| Château d'eau-pagode de l'hôtel Lionel-Normant                | Romorantin-Lanthenay                       | faubourg Saint-Roch Faubourg Saint-Roch                                 | 47° 21′ 31″ nord, 1° 44′ 52″ est | « PA00132570 »                                              | Inscrit                | 1994                | Château d'eau-pagode de l'hôtel Lionel-Normant             |
| Château de Romorantin                                         | Romorantin-Lanthenay                       |                                                                         | 47° 21′ 28″ nord, 1° 44′ 32″ est | « PA00098558 »                                              | Classé                 | 1932                | Château de Romorantin                                      |
| Église Saint-Étienne de Romorantin-Lanthenay                  | Romorantin-Lanthenay                       |                                                                         | 47° 21′ 24″ nord, 1° 44′ 40″ est | « PA00098552 »                                              | Classé Inscrit         | 1911 2007           | Église Saint-Étienne de Romorantin-Lanthenay               |
| Église Saint-Pierre de Monthault                              | Romorantin-Lanthenay                       |                                                                         | 47° 24′ 41″ nord, 1° 43′ 43″ est | « PA00098458 »                                              | Inscrit                | 1936                | Image manquante Téléverser                                 |
| Hôtel Saint-Pol                                               | Romorantin-Lanthenay                       | 16 rue du Milieu                                                        | 47° 21′ 31″ nord, 1° 44′ 44″ est | « PA00098553 »                                              | Classé                 | 1912                | Hôtel Saint-Pol                                            |
| Maison Louis XIII                                             | Romorantin-Lanthenay                       | 5 rue de l'Arceau                                                       | 47° 21′ 25″ nord, 1° 44′ 40″ est | « PA00098555 »                                              | Inscrit                | 1926                | Maison Louis XIII                                          |
| Maison à pans de bois                                         | Romorantin-Lanthenay                       | 10, 12 rue du Pont                                                      | 47° 21′ 25″ nord, 1° 44′ 40″ est | « PA00098556 »                                              | Inscrit                | 1948                | Maison à pans de bois                                      |
| Manufacture Normant frères                                    | Romorantin-Lanthenay                       | faubourg Saint-Roch Rue Normant Avenue Saint-Exupéry                    | 47° 21′ 27″ nord, 1° 44′ 52″ est | « PA41000026 »                                              | Inscrit                | 2002                | Manufacture Normant frères                                 |
| Tour Jacquemart                                               | Romorantin-Lanthenay                       |                                                                         | 47° 21′ 28″ nord, 1° 44′ 36″ est | « PA00098559 »                                              | Inscrit                | 1932                | Tour Jacquemart                                            |
| Église Saint-Jean-Baptiste de Rougeou                         | Rougeou                                    |                                                                         | 47° 21′ 46″ nord, 1° 32′ 08″ est | « PA00098560 »                                              | Classé Inscrit         | 1986                | Église Saint-Jean-Baptiste de Rougeou                      |
| Château de Saint-Agil                                         | Saint-Agil                                 |                                                                         | 48° 02′ 00″ nord, 0° 55′ 35″ est | « PA00098561 »                                              | Inscrit                | 1926                | Château de Saint-Agil                                      |
| Château de Saint-Aignan                                       | Saint-Aignan                               |                                                                         | 47° 16′ 11″ nord, 1° 22′ 29″ est | « PA00098563 »                                              | Inscrit                | 1946                | Château de Saint-Aignan                                    |
| Collégiale Saint-Aignan de Saint-Aignan                       | Saint-Aignan                               |                                                                         | 47° 16′ 09″ nord, 1° 22′ 33″ est | « PA00098564 »                                              | Classé                 | 1862                | Collégiale Saint-Aignan de Saint-Aignan                    |
| Couvent Notre-Dame des Anges                                  | Saint-Aignan                               | Rue Maurice-Berteaux Rue de l'Égalité Place de la République            | 47° 15′ 59″ nord, 1° 22′ 30″ est | « PA41000034 »                                              | Inscrit                | 2006                | Image manquante Téléverser                                 |
| Hôtel de la Prévôté                                           | Saint-Aignan                               | 6 rue de la Raquette                                                    | 47° 16′ 07″ nord, 1° 22′ 32″ est | « PA00098570 »                                              | Inscrit                | 1946                | Hôtel de la Prévôté                                        |
| Hôtel-Dieu Mansart                                            | Saint-Aignan                               |                                                                         | 47° 16′ 05″ nord, 1° 22′ 44″ est | « PA00098565 »                                              | Inscrit                | 1971                | Image manquante Téléverser                                 |
| Maison                                                        | Saint-Aignan                               | 24 rue de la Pêcherie                                                   | 47° 16′ 08″ nord, 1° 22′ 39″ est | « PA00098569 »                                              | Inscrit                | 1946                | Maison                                                     |
| Maison de la Maréchaussée                                     | Saint-Aignan                               | 8 rue de la Raquette                                                    | 47° 16′ 07″ nord, 1° 22′ 31″ est | « PA00098571 »                                              | Inscrit                | 1926                | Image manquante Téléverser                                 |
| Maison à pans de bois                                         | Saint-Aignan                               | Grande-Rue 27 rue Constant-Ragot                                        | 47° 16′ 08″ nord, 1° 22′ 33″ est | « PA00098568 »                                              | Classé                 | 1928                | Maison à pans de bois                                      |
| Maison Patin                                                  | Saint-Aignan                               | 9, 11 rue Constant-Ragot                                                | 47° 16′ 09″ nord, 1° 22′ 36″ est | « PA00098566 »                                              | Inscrit                | 1932                | Maison Patin                                               |
| Maison Pénissart                                              | Saint-Aignan                               | 20 rue Rouget-de-Lisle                                                  | 47° 16′ 07″ nord, 1° 22′ 37″ est | « PA00098572 »                                              | Inscrit                | 1946                | Maison Pénissart                                           |
| Perception                                                    | Saint-Aignan                               | 53 rue Constant-Ragot                                                   | 47° 16′ 07″ nord, 1° 22′ 26″ est | « PA00098567 »                                              | Inscrit                | 1946                | Perception                                                 |
| Portail du champ de foire de Saint-Aignan                     | Saint-Aignan                               | 13 rue Maurice-Berteaux                                                 | 47° 16′ 03″ nord, 1° 22′ 31″ est | « PA00098562 »                                              | Inscrit                | 1946                | Portail du champ de foire de Saint-Aignan                  |
| Église Saint-Pierre de Longpré                                | Saint-Amand-Longpré                        |                                                                         | 47° 39′ 47″ nord, 0° 57′ 15″ est | « PA41000051 »                                              | Inscrit                | 2007                | Église Saint-Pierre de Longpré                             |
| Église Saint-Bohaire de Saint-Bohaire                         | Saint-Bohaire                              | Le Bourg                                                                | 47° 38′ 46″ nord, 1° 15′ 53″ est | « PA00098573 »                                              | Classé                 | 1995                | Église Saint-Bohaire de Saint-Bohaire                      |
| Château de Saint-Denis-sur-Loire                              | Saint-Denis-sur-Loire                      |                                                                         | 47° 37′ 27″ nord, 1° 23′ 19″ est | « PA00098574 »                                              | Inscrit Classé         | 1948 1988           | Château de Saint-Denis-sur-Loire                           |
| Château de Chambord                                           | Saint-Dyé-sur-Loire                        |                                                                         | 47° 36′ 59″ nord, 1° 31′ 01″ est | « PA41000009 »                                              | Classé                 | 1840 1997 1999      | Château de Chambord                                        |
| Église Saint-Dyé de Saint-Dyé-sur-Loire                       | Saint-Dyé-sur-Loire                        |                                                                         | 47° 39′ 23″ nord, 1° 29′ 16″ est | « PA00098575 »                                              | Classé                 | 1931                | Église Saint-Dyé de Saint-Dyé-sur-Loire                    |
| Fortifications de Saint-Dyé-sur-Loire                         | Saint-Dyé-sur-Loire                        |                                                                         | à géolocaliser                   | « PA00098576 »                                              | Inscrit                | 1946                | Fortifications de Saint-Dyé-sur-Loire                      |
| Moulin de l'Écuelle                                           | Saint-Dyé-sur-Loire                        | 11 rue de l'Écuelle                                                     | 47° 39′ 08″ nord, 1° 28′ 40″ est | « PA00098670 »                                              | Inscrit                | 1992                | Moulin de l'Écuelle                                        |
| Église Saint-Firmin de Saint-Firmin-des-Prés                  | Saint-Firmin-des-Prés                      | Le Bourg                                                                | 47° 50′ 34″ nord, 1° 06′ 47″ est | « PA00132757 »                                              | Inscrit                | 1994                | Image manquante Téléverser                                 |
| Église Saint-Georges de Saint-Georges-sur-Cher                | Saint-Georges-sur-Cher                     |                                                                         | 47° 19′ 32″ nord, 1° 07′ 30″ est | « PA00098577 »                                              | Inscrit                | 1926                | Église Saint-Georges de Saint-Georges-sur-Cher             |
| Maison à lucarne                                              | Saint-Georges-sur-Cher                     | 1 rue Gilbert-Michel                                                    | 47° 19′ 30″ nord, 1° 07′ 30″ est | « PA41000010 »                                              | Inscrit                | 1997                | Image manquante Téléverser                                 |
| Manoir des Couldraies                                         | Saint-Georges-sur-Cher                     |                                                                         | 47° 18′ 54″ nord, 1° 05′ 59″ est | « PA00098578 »                                              | Inscrit                | 1987                | Image manquante Téléverser                                 |
| Prieuré de la Chaise                                          | Saint-Georges-sur-Cher                     |                                                                         | 47° 18′ 41″ nord, 1° 07′ 07″ est | « PA00098579 »                                              | Inscrit                | 1963                | Image manquante Téléverser                                 |
| Pont Saint-Michel sur le Cosson et ponts Chartrains           | Saint-Gervais-la-Forêt                     |                                                                         | 47° 34′ 05″ nord, 1° 20′ 33″ est | « PA41000039 »                                              | Inscrit                | 2006                | Pont Saint-Michel sur le Cosson et ponts Chartrains        |
| Pont sur le Cosson                                            | Saint-Gervais-la-Forêt Également sur Blois | D 956                                                                   | 47° 34′ 30″ nord, 1° 21′ 10″ est | « PA00098580 »                                              | Inscrit                | 1946                | Image manquante Téléverser                                 |
| Dolmen de la Couture                                          | Saint-Hilaire-la-Gravelle                  | Terres de la Pierre de la Couture C.D. 19                               | 47° 56′ 06″ nord, 1° 12′ 30″ est | « PA00098581 »                                              | Classé                 | 1965                | Dolmen de la Couture                                       |
| Église Saint-Jacques de Saint-Jacques-des-Guérets             | Saint-Jacques-des-Guérets                  |                                                                         | 47° 46′ 27″ nord, 0° 47′ 42″ est | « PA00098582 »                                              | Classé                 | 1955                | Église Saint-Jacques de Saint-Jacques-des-Guérets          |
| Abbaye d'Olivet                                               | Saint-Julien-sur-Cher                      |                                                                         | 47° 16′ 38″ nord, 1° 48′ 14″ est | « PA00098583 »                                              | Classé                 | 1963                | Image manquante Téléverser                                 |
| Moulin Saint-Jacques                                          | Saint-Laurent-Nouan                        | Rue du Moulin Saint-Jacques                                             | 47° 40′ 57″ nord, 1° 33′ 12″ est | « PA00098671 »                                              | Inscrit                | 1992                | Moulin Saint-Jacques                                       |
| Église Saint-Loup de Saint-Loup (Loir-et-Cher)                | Saint-Loup                                 |                                                                         | 47° 15′ 58″ nord, 1° 50′ 21″ est | « PA00098584 »                                              | Classé                 | 1906                | Église Saint-Loup de Saint-Loup (Loir-et-Cher)             |
| Abbaye Saint-Georges-du-Bois                                  | Saint-Martin-des-Bois                      |                                                                         | 47° 43′ 15″ nord, 0° 49′ 45″ est | « PA00098585 »                                              | Inscrit                | 1939                | Abbaye Saint-Georges-du-Bois                               |
| Église Saint-Martin de Saint-Martin-des-Bois                  | Saint-Martin-des-Bois                      |                                                                         | 47° 43′ 24″ nord, 0° 49′ 37″ est | « PA41000052 »                                              | Inscrit                | 2007                | Église Saint-Martin de Saint-Martin-des-Bois               |
| Manoir de la Chevalinière                                     | Saint-Martin-des-Bois                      |                                                                         | 47° 45′ 45″ nord, 0° 48′ 41″ est | « PA00098586 »                                              | Inscrit                | 1984                | Image manquante Téléverser                                 |
| Manoir du Bas-Morlu                                           | Saint-Romain-sur-Cher                      | Bas-Morlu                                                               | 47° 19′ 56″ nord, 1° 22′ 31″ est | « PA00098587 »                                              | Inscrit                | 1987                | Image manquante Téléverser                                 |
| Chafaud                                                       | Saint-Viâtre                               |                                                                         | 47° 31′ 32″ nord, 1° 56′ 01″ est | « PA00098588 »                                              | Inscrit                | 1925                | Image manquante Téléverser                                 |
| Église Saint-Viâtre de Saint-Viâtre                           | Saint-Viâtre                               | Place de l'Église                                                       | 47° 31′ 21″ nord, 1° 56′ 01″ est | « PA41000040 »                                              | Inscrit                | 2006                | Église Saint-Viâtre de Saint-Viâtre                        |
| Château de Rivaulde                                           | Salbris                                    | Rivaulde Route de Souesmes                                              | 47° 26′ 17″ nord, 2° 04′ 20″ est | « PA41000035 »                                              | Inscrit                | 2006                | Château de Rivaulde                                        |
| La Saulot                                                     | Salbris                                    |                                                                         | 47° 26′ 58″ nord, 2° 00′ 22″ est | « PA00098589 »                                              | Inscrit                | 1980                | La Saulot                                                  |
| Ferme de Giez                                                 | Santenay                                   | Le Giez                                                                 | 47° 32′ 46″ nord, 1° 06′ 07″ est | « PA41000020 »                                              | Inscrit                | 1999                | Image manquante Téléverser                                 |
| Château de Montmarin                                          | Sargé-sur-Braye                            |                                                                         | 47° 54′ 58″ nord, 0° 50′ 09″ est | « PA00098590 »                                              | Inscrit                | 1986                | Château de Montmarin                                       |
| Château des Radrets                                           | Sargé-sur-Braye                            |                                                                         | 47° 56′ 11″ nord, 0° 51′ 04″ est | « PA00098591 »                                              | Inscrit                | 1977 2010           | Château des Radrets                                        |
| Église Saint-Martin de Sargé-sur-Braye                        | Sargé-sur-Braye                            |                                                                         | 47° 55′ 24″ nord, 0° 51′ 04″ est | « PA00098592 »                                              | Classé                 | 1958                | Église Saint-Martin de Sargé-sur-Braye                     |
| Église Saint-Pierre de Savigny-sur-Braye                      | Savigny-sur-Braye                          |                                                                         | 47° 52′ 43″ nord, 0° 48′ 37″ est | « PA00098593 »                                              | Inscrit                | 1926                | Église Saint-Pierre de Savigny-sur-Braye                   |
| Église Saint-Martin de Seigy                                  | Seigy                                      |                                                                         | 47° 15′ 14″ nord, 1° 23′ 49″ est | « PA00098594 »                                              | Classé                 | 1971                | Image manquante Téléverser                                 |
| Abbatiale Notre-Dame-la-Blanche de Selles-sur-Cher            | Selles-sur-Cher                            |                                                                         | 47° 16′ 31″ nord, 1° 33′ 15″ est | « PA00098598 »                                              | Classé                 | 1862                | Abbatiale Notre-Dame-la-Blanche de Selles-sur-Cher         |
| Abbaye Saint-Eusice de Selles-sur-Cher                        | Selles-sur-Cher                            | Place du Champ-de-Foire Place de l'Église Rue du Président-Paul-Boncour | 47° 16′ 29″ nord, 1° 33′ 15″ est | « PA00098596 »                                              | Inscrit                | 1946                | Image manquante Téléverser                                 |
| Château de Selles-sur-Cher                                    | Selles-sur-Cher                            |                                                                         | 47° 16′ 30″ nord, 1° 32′ 57″ est | « PA00098597 »                                              | Classé                 | 1985                | Château de Selles-sur-Cher                                 |
| Logis de Jeanne d'Arc                                         | Selles-sur-Cher                            | 15 rue du Four 18 rue de Clamecy                                        | 47° 16′ 36″ nord, 1° 33′ 15″ est | « PA00098600 »                                              | Inscrit                | 1946                | Logis de Jeanne d'Arc                                      |
| Maison                                                        | Selles-sur-Cher                            | 29 quai Soubeyran                                                       | 47° 16′ 37″ nord, 1° 33′ 14″ est | « PA00098601 »                                              | Inscrit                | 1946                | Image manquante Téléverser                                 |
| Pont-canal sur la Sauldre                                     | Selles-sur-Cher                            |                                                                         | 47° 16′ 29″ nord, 1° 30′ 48″ est | « PA41000061 »                                              | Inscrit                | 2009                | Pont-canal sur la Sauldre                                  |
| Tour de la Porte aux Renards                                  | Selles-sur-Cher                            | Quai Soubeyran                                                          | à géolocaliser                   | « PA00098599 »                                              | Inscrit                | 1946                | Image manquante Téléverser                                 |
| Chapelle Saint-Genouph de Selles-Saint-Denis                  | Selles-Saint-Denis                         |                                                                         | 47° 23′ 12″ nord, 1° 55′ 19″ est | « PA00098595 »                                              | Classé                 | 1862                | Chapelle Saint-Genouph de Selles-Saint-Denis               |
| Dolmen de Cornevache                                          | Selommes                                   | Les Buis                                                                | 47° 45′ 37″ nord, 1° 10′ 29″ est | « PA00098602 »                                              | Classé                 | 1980                | Dolmen de Cornevache                                       |
| Église de la Sainte-Vierge de Selommes                        | Selommes                                   |                                                                         | 47° 45′ 23″ nord, 1° 11′ 36″ est | « PA00098603 »                                              | Inscrit                | 1926                | Église de la Sainte-Vierge de Selommes                     |
| Tumulus des Montanjons                                        | Soings-en-Sologne                          | Les Montanjons                                                          | 47° 24′ 22″ nord, 1° 31′ 57″ est | « PA00098606 »                                              | Classé                 | 1934                | Image manquante Téléverser                                 |
| Tumulus du Tertre                                             | Soings-en-Sologne                          |                                                                         | 47° 24′ 21″ nord, 1° 31′ 03″ est | « PA00098605 »                                              | Classé                 | 1840                | Image manquante Téléverser                                 |
| Église Saint-Pierre de Souday                                 | Souday                                     |                                                                         | 48° 02′ 12″ nord, 0° 52′ 01″ est | « PA00098607 »                                              | Classé                 | 1912                | Église Saint-Pierre de Souday                              |
| Château de Souesmes                                           | Souesmes                                   |                                                                         | 47° 27′ 55″ nord, 2° 10′ 49″ est | « PA00098608 »                                              | Inscrit                | 1985                | Image manquante Téléverser                                 |
| Église Saint-Martin de Souvigny-en-Sologne                    | Souvigny-en-Sologne                        |                                                                         | 47° 38′ 38″ nord, 2° 09′ 49″ est | « PA00098609 »                                              | Inscrit                | 1979                | Église Saint-Martin de Souvigny-en-Sologne                 |
| Château de Diziers                                            | Suèvres                                    |                                                                         | 47° 40′ 48″ nord, 1° 27′ 38″ est | « PA00098610 »                                              | Inscrit                | 1946                | Image manquante Téléverser                                 |
| Château des Forges (Loir-et-Cher)                             | Suèvres                                    |                                                                         | 47° 40′ 01″ nord, 1° 27′ 54″ est | « PA00098611 »                                              | Inscrit                | 1946                | Château des Forges (Loir-et-Cher)                          |
| Église Saint-Christophe de Suèvres                            | Suèvres                                    |                                                                         | 47° 40′ 03″ nord, 1° 27′ 38″ est | « PA00098612 »                                              | Classé                 | 1921                | Église Saint-Christophe de Suèvres                         |
| Église Saint-Lubin de Suèvres                                 | Suèvres                                    |                                                                         | 47° 40′ 01″ nord, 1° 27′ 56″ est | « PA00098613 »                                              | Classé                 | 1862                | Église Saint-Lubin de Suèvres                              |
| Fortifications de Suèvres                                     | Suèvres                                    |                                                                         | 47° 39′ 57″ nord, 1° 27′ 52″ est | « PA00098614 »                                              | Inscrit                | 1946                | Image manquante Téléverser                                 |
| Château de Talcy                                              | Talcy                                      |                                                                         | 47° 46′ 11″ nord, 1° 26′ 39″ est | « PA00098615 »                                              | Classé Inscrit Classé  | 1908 2004 2005      | Château de Talcy                                           |
| Église Saint-Martin de Talcy                                  | Talcy                                      |                                                                         | 47° 46′ 11″ nord, 1° 26′ 42″ est | « PA00098616 »                                              | Inscrit                | 1933                | Église Saint-Martin de Talcy                               |
| Moulin de Talcy                                               | Talcy                                      |                                                                         | 47° 45′ 59″ nord, 1° 27′ 02″ est | « PA00098617 »                                              | Inscrit                | 1988                | Moulin de Talcy                                            |
| Château de Bois-Freslon                                       | Ternay                                     |                                                                         | 47° 43′ 49″ nord, 0° 48′ 00″ est | « PA41000058 »                                              | Inscrit                | 2009                | Château de Bois-Freslon                                    |
| Prieuré de la Madeleine de Croixval                           | Ternay                                     |                                                                         | 47° 43′ 09″ nord, 0° 45′ 17″ est | « PA00098618 »                                              | Classé                 | 1925                | Prieuré de la Madeleine de Croixval                        |
| Barrage des Maselles                                          | Thésée                                     | Les Mazelles                                                            | 47° 19′ 43″ nord, 1° 17′ 16″ est | « PA41000013 »                                              | Inscrit                | 1998                | Barrage des Maselles                                       |
| Bâtiment des Maselles                                         | Thésée                                     |                                                                         | 47° 19′ 47″ nord, 1° 17′ 42″ est | « PA00098619 »                                              | Classé                 | 1840                | Bâtiment des Maselles                                      |
| Château de Rochambeau                                         | Thoré-la-Rochette                          | Le Château                                                              | 47° 47′ 47″ nord, 0° 58′ 55″ est | « PA00098620 »                                              | Inscrit                | 1969 2000           | Château de Rochambeau                                      |
| Église Saint-Denis de Thoré-la-Rochette                       | Thoré-la-Rochette                          |                                                                         | 47° 47′ 17″ nord, 0° 57′ 52″ est | « PA41000053 »                                              | Inscrit                | 2007                | Église Saint-Denis de Thoré-la-Rochette                    |
| Château de Chambord                                           | Thoury                                     |                                                                         | 47° 36′ 59″ nord, 1° 31′ 01″ est | « PA41000011 »                                              | Classé                 | 1840 1997 1999      | Château de Chambord                                        |
| Église Saint-Jean de Tourailles                               | Tourailles                                 |                                                                         | 47° 41′ 06″ nord, 1° 09′ 30″ est | « PA41000046 »                                              | Inscrit                | 2007                | Église Saint-Jean de Tourailles                            |
| Château de Chambord                                           | Tour-en-Sologne                            |                                                                         | 47° 36′ 59″ nord, 1° 31′ 01″ est | « PA41000012 »                                              | Classé                 | 1840 1997 1999      | Château de Chambord                                        |
| Château de Villesavin                                         | Tour-en-Sologne                            |                                                                         | 47° 32′ 48″ nord, 1° 30′ 51″ est | « PA00098621 »                                              | Inscrit Classé Inscrit | 1928 1952 1959 2023 | Château de Villesavin                                      |
| Église Saint-Étienne de Tour-en-Sologne                       | Tour-en-Sologne                            |                                                                         | 47° 32′ 16″ nord, 1° 30′ 02″ est | « PA00098622 »                                              | Inscrit                | 1949                | Église Saint-Étienne de Tour-en-Sologne                    |
| Église Notre-Dame de Tréhet                                   | Tréhet                                     |                                                                         | 47° 44′ 02″ nord, 0° 37′ 21″ est | « PA41000054 »                                              | Inscrit                | 2007                | Église Notre-Dame de Tréhet                                |
| Collégiale Saint-Martin de Trôo                               | Trôo                                       |                                                                         | 47° 46′ 39″ nord, 0° 47′ 34″ est | « PA00098628 »                                              | Classé                 | 1862                | Collégiale Saint-Martin de Trôo                            |
| Croix du chemin de Trôo à Sougé                               | Trôo                                       |                                                                         | 47° 46′ 36″ nord, 0° 47′ 17″ est | « PA00098627 »                                              | Inscrit                | 1928                | Croix du chemin de Trôo à Sougé                            |
| Fortifications de Trôo                                        | Trôo                                       |                                                                         | 47° 46′ 39″ nord, 0° 47′ 29″ est | « PA41000044 »                                              | Inscrit Classé         | 2007 2008           | Fortifications de Trôo                                     |
| Maladrerie Sainte-Catherine                                   | Trôo                                       |                                                                         | 47° 46′ 37″ nord, 0° 47′ 53″ est | « PA00098629 »                                              | Classé                 | 1889                | Maladrerie Sainte-Catherine                                |
| Monument aux morts de la guerre 1914-1918 de Trôo             | Trôo                                       | place Antoine Bourdelle                                                 | 47° 46′ 38″ nord, 0° 47′ 34″ est | « PA41000076 »                                              | Inscrit                | 2021                | Image manquante Téléverser                                 |
| Prieuré Notre-Dame-des-Marchais                               | Trôo                                       |                                                                         | 47° 46′ 45″ nord, 0° 47′ 40″ est | « PA00098630 »                                              | Classé                 | 1862                | Prieuré Notre-Dame-des-Marchais                            |
| Puits qui parle                                               | Trôo                                       |                                                                         | 47° 46′ 43″ nord, 0° 47′ 30″ est | « PA00098631 »                                              | Inscrit                | 1935                | Puits qui parle                                            |
| Château de Bury                                               | Valencisse                                 | Molineuf                                                                | 47° 33′ 56″ nord, 1° 12′ 13″ est | « PA00098492 »                                              | Inscrit                | 1926                | Château de Bury                                            |
| Église Saint-Barthélémy d'Orchaise                            | Valencisse                                 | Orchaise                                                                | 47° 35′ 21″ nord, 1° 12′ 00″ est | « PA00098540 »                                              | Inscrit                | 1961                | Église Saint-Barthélémy d'Orchaise                         |
| Église Saint-Secondin de Molineuf                             | Valencisse                                 | Molineuf                                                                | 47° 34′ 20″ nord, 1° 12′ 31″ est | « PA41000057 »                                              | Inscrit                | 2008                | Église Saint-Secondin de Molineuf                          |
| Château de la Thomasserie                                     | Vallières-les-Grandes                      | La Thomasserie                                                          | 47° 25′ 53″ nord, 1° 08′ 37″ est | « PA41000062 »                                              | Inscrit                | 2009                | Image manquante Téléverser                                 |
| Château de Montgiron                                          | Veilleins                                  |                                                                         | 47° 26′ 12″ nord, 1° 41′ 22″ est | « PA00098632 »                                              | Inscrit                | 1968 2003           | Image manquante Téléverser                                 |
| La Forge                                                      | Veilleins                                  | 3 route de Romorantin                                                   | 47° 25′ 15″ nord, 1° 40′ 13″ est | « PA41000027 »                                              | Inscrit                | 2002                | La Forge                                                   |
| Château de la Borde                                           | Vernou-en-Sologne                          | Château de la Borde Parc de Laborde Le Marchais Creux                   | 47° 29′ 40″ nord, 1° 40′ 25″ est | « PA00132571 »                                              | Inscrit                | 1994                | Château de la Borde                                        |
| Église Notre-Dame de Vernou-en-Sologne                        | Vernou-en-Sologne                          |                                                                         | 47° 30′ 02″ nord, 1° 40′ 49″ est | « PA00098650 »                                              | Inscrit                | 1926                | Image manquante Téléverser                                 |
| Église Notre-Dame d’Écoman                                    | Vievy-le-Rayé                              | rue de Châteaudun                                                       | 47° 53′ 25″ nord, 1° 18′ 15″ est | « PA41000078 »                                              | Inscrit                | 2022                | Église Notre-Dame d’Écoman                                 |
| Église Saint-Pierre de Vievy-le-Rayé                          | Vievy-le-Rayé                              |                                                                         | 47° 51′ 50″ nord, 1° 18′ 53″ est | « PA41000055 »                                              | Inscrit                | 2007                | Église Saint-Pierre de Vievy-le-Rayé                       |
| Enceinte de la Fontenelle                                     | Vievy-le-Rayé                              | La Fontenelle                                                           | 47° 52′ 21″ nord, 1° 18′ 25″ est | « PA00098651 »                                              | Classé                 | 1981                | Image manquante Téléverser                                 |
| Monument antique de Vievy-le-Rayé                             | Vievy-le-Rayé                              | Le Parlement                                                            | 47° 51′ 49″ nord, 1° 19′ 00″ est | « PA00098652 »                                              | Classé                 | 1973                | Image manquante Téléverser                                 |
| Tour de Vievy-le-Rayé                                         | Vievy-le-Rayé                              |                                                                         | 47° 51′ 58″ nord, 1° 18′ 51″ est | « PA00098653 »                                              | Inscrit                | 1927                | Image manquante Téléverser                                 |
| Prieuré Saint-Jean-Baptiste de Villedieu-le-Château           | Villedieu-le-Château                       |                                                                         | 47° 43′ 13″ nord, 0° 38′ 51″ est | « PA00098654 »                                              | Inscrit                | 1929 1951           | Prieuré Saint-Jean-Baptiste de Villedieu-le-Château        |
| Croix de carrefour de Villefranche-sur-Cher                   | Villefranche-sur-Cher                      |                                                                         | 47° 17′ 33″ nord, 1° 46′ 32″ est | « PA00098655 »                                              | Inscrit                | 1981                | Image manquante Téléverser                                 |
| Église Sainte-Marie-Madeleine de Villefranche-sur-Cher        | Villefranche-sur-Cher                      |                                                                         | 47° 17′ 36″ nord, 1° 46′ 21″ est | « PA00098656 »                                              | Classé                 | 1986                | Église Sainte-Marie-Madeleine de Villefranche-sur-Cher     |
| Maison du XIIIe siècle à Villefranche-sur-Cher                | Villefranche-sur-Cher                      |                                                                         | 47° 17′ 33″ nord, 1° 46′ 15″ est | « PA00098657 »                                              | Inscrit                | 1926                | Image manquante Téléverser                                 |
| Église Saint-Euverte de Villeherviers                         | Villeherviers                              |                                                                         | 47° 21′ 54″ nord, 1° 47′ 54″ est | « PA00098658 »                                              | Inscrit                | 1926                | Église Saint-Euverte de Villeherviers                      |
| Église Saint-Pierre de Villeporcher                           | Villeporcher                               |                                                                         | 47° 38′ 25″ nord, 0° 59′ 38″ est | « PA00098659 »                                              | Inscrit                | 1926                | Image manquante Téléverser                                 |
| Église Saint-Denis de Villexanton                             | Villexanton                                |                                                                         | 47° 44′ 32″ nord, 1° 25′ 17″ est | « PA41000073 »                                              | Inscrit                | 2018                | Église Saint-Denis de Villexanton                          |
| Église Saint-Hilaire de Villiers-sur-Loir                     | Villiers-sur-Loir                          | Le Bourg                                                                | 47° 48′ 23″ nord, 0° 59′ 43″ est | « PA00132572 »                                              | Classé                 | 1994                | Église Saint-Hilaire de Villiers-sur-Loir                  |
| Pont Saint-Michel sur le Cosson et ponts Chartrains           | Vineuil                                    |                                                                         | 47° 34′ 47″ nord, 1° 21′ 29″ est | « PA41000041 »                                              | Inscrit                | 2006                | Pont Saint-Michel sur le Cosson et ponts Chartrains        |
| Presbytère de Vouzon                                          | Vouzon                                     | Grande-Rue                                                              | 47° 38′ 43″ nord, 2° 03′ 31″ est | « PA00098660 »                                              | Classé                 | 1989                | Presbytère de Vouzon                                       |
| Château Le Mont Suzey                                         | Yvoy-le-Marron                             | Le Mont-Suzey                                                           | 47° 37′ 35″ nord, 1° 48′ 20″ est | « PA00135299 »                                              | Inscrit                | 1995                | Image manquante Téléverser                                 |
| Château de Villedard                                          | Yvoy-le-Marron                             |                                                                         | 47° 40′ 03″ nord, 1° 53′ 31″ est | « PA00098667 »                                              | Inscrit                | 1991                | Image manquante Téléverser                                 |

### Monuments radiés
| Monument      | Commune          | Adresse | Coordonnées                      | Notice         | Protection                                                 | Date | Illustration               |
| ------------- | ---------------- | ------- | -------------------------------- | -------------- | ---------------------------------------------------------- | ---- | -------------------------- |
| Moulin Boutet | Châtres-sur-Cher |         | 47° 15′ 52″ nord, 1° 53′ 47″ est | « PA00098409 » | Inscription de 1925 abrogée par arrêté du 16 octobre 2023. |      | Image manquante Téléverser |